# Amata tripunctata
Amata tripunctata là một loài bướm đêm thuộc phân họ Arctiinae, họ Erebidae.